# Stade municipal de Montilivi
Le stade municipal de Montilivi est le plus grand stade de football de la ville de Gérone, en Catalogne. Le club de première division du Girona FC y dispute ses matchs à domicile.

## Histoire
Le stade accueille des matches de première division pour la première fois lors de la saison 2017-2018. À la suite de cette promotion, le stade est agrandi afin de pouvoir accueillir 2 500 spectateurs supplémentaires.

## Photos

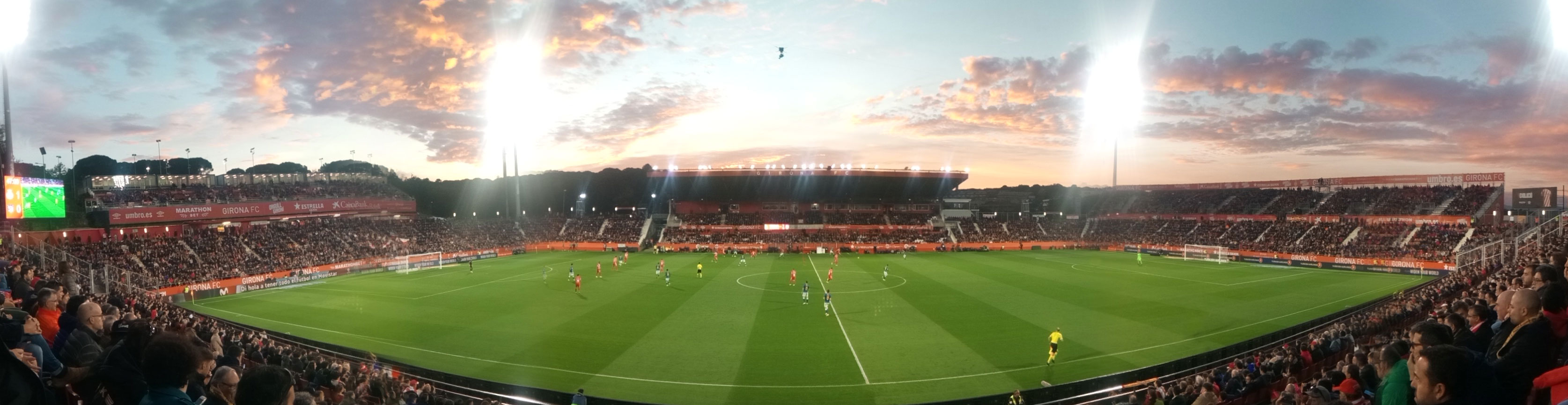
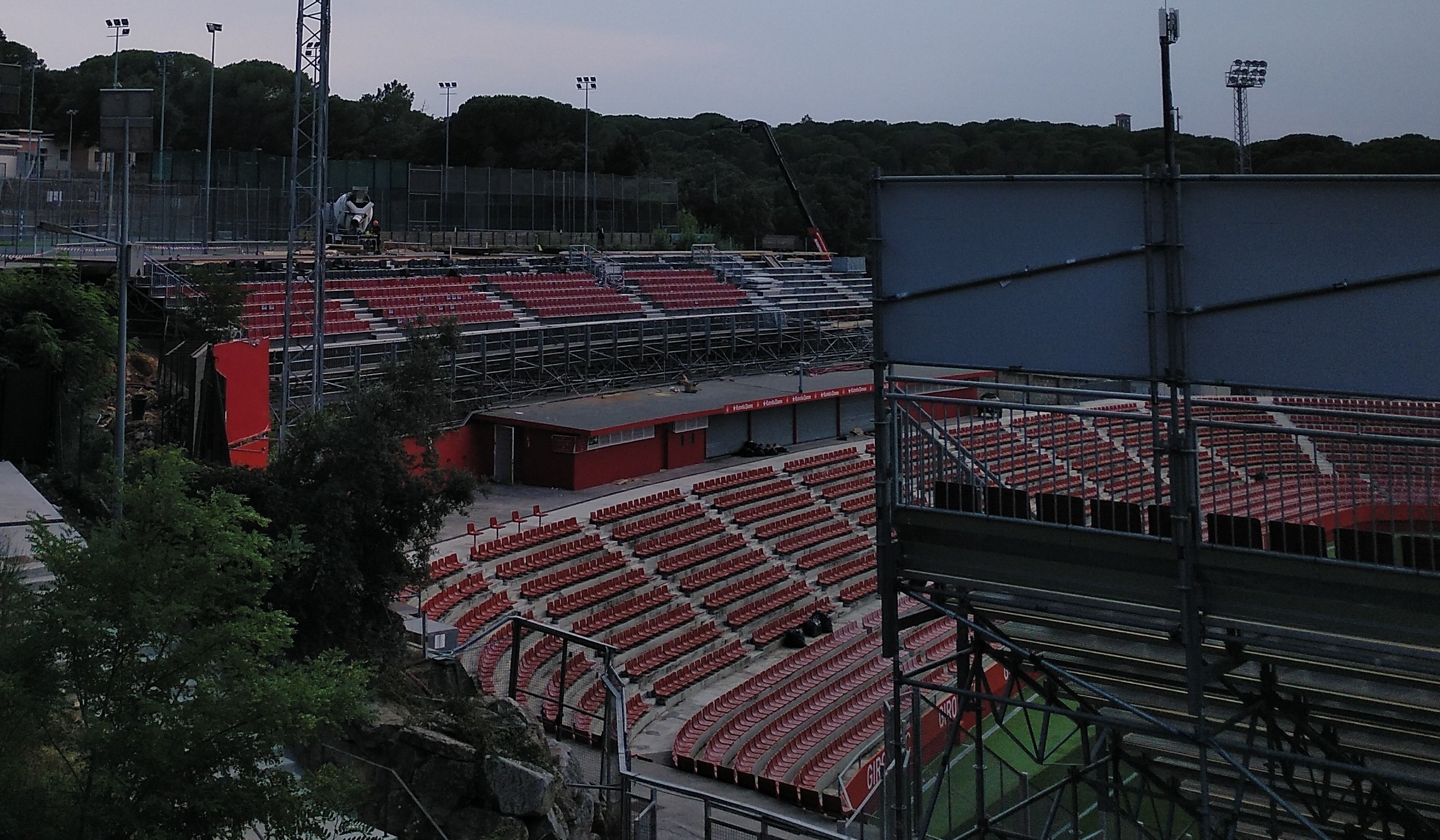
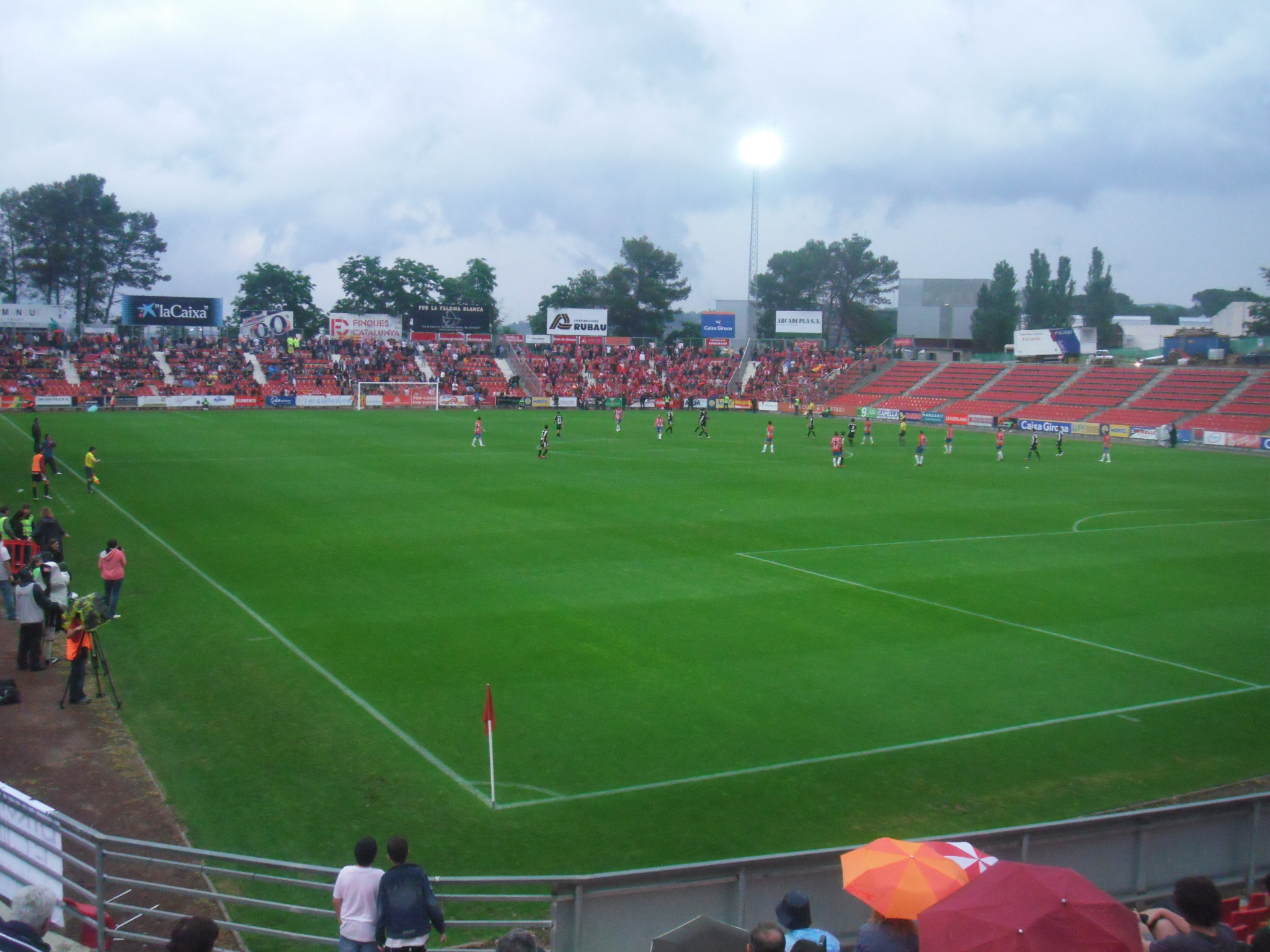